# Albert Weinert

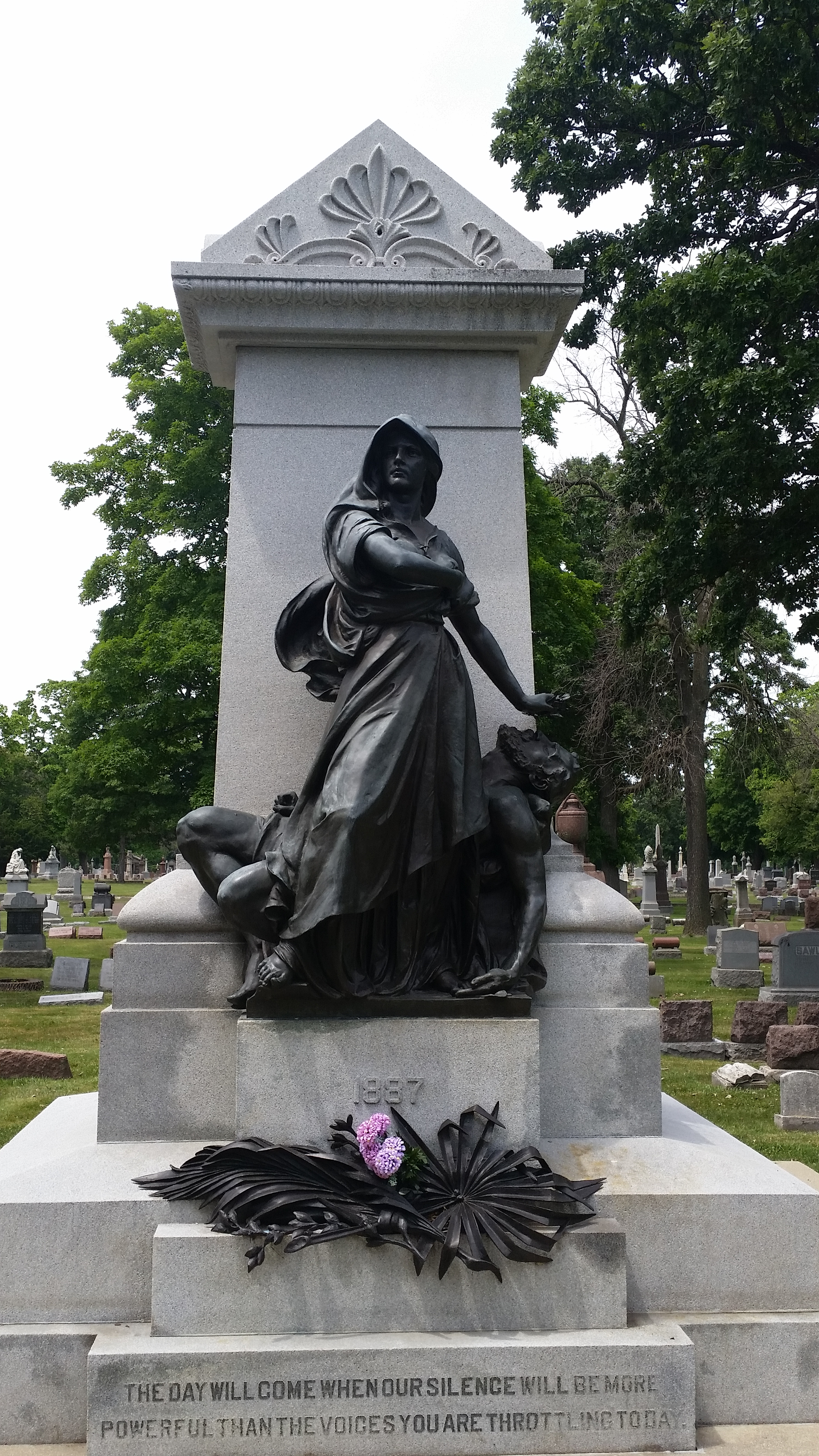
Grabmal der anarchistischen Opfer eines Justizmordes im Fall des Haymarket Riot in Chicago.

„The day will come when our silence will be more powerful than the voices you are throttling today. (Der Tag wird kommen, an dem unser Schweigen stärker sein wird als die Stimmen, die heute erdrosselt werden.)“

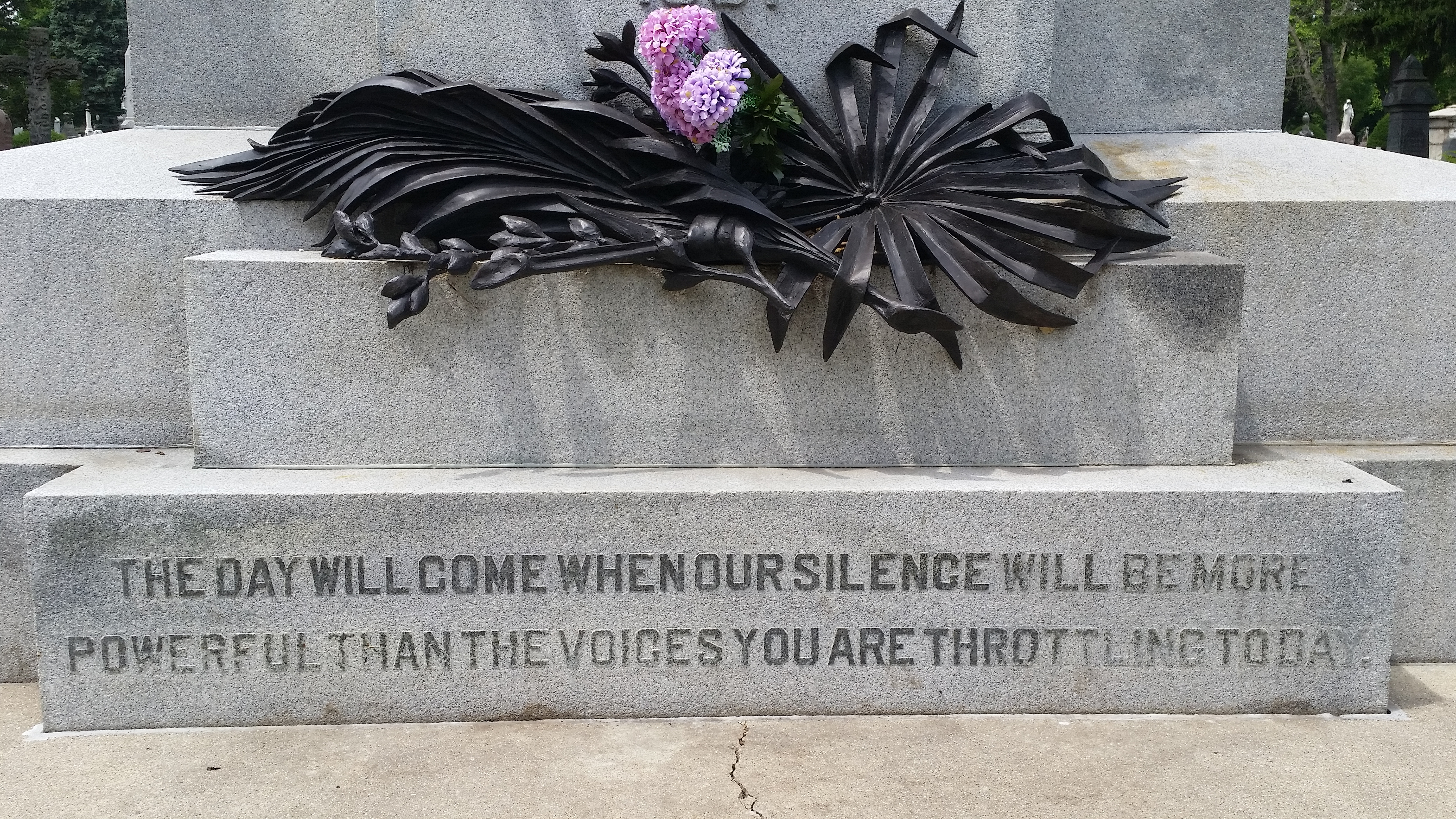
Auf der Basis der Statue stehen die Worte: The day will come when our silence will be more powerful than the voices you are throttling today. (Der Tag wird kommen, an dem unser Schweigen stärker sein wird als die Stimmen, die heute erdrosselt werden.)

Albert Weinert (* 13. Juni 1863 in Leipzig; † 29. November 1947 in der Bronx) war ein US-amerikanischer Bildhauer und Stuckateur.

## Leben
Albert Weinert war der Sohn von Sohn von Augusta Gebhard und A. J. Eduard Weinert.
In der Kindheit modellierte er Tiere aus Brot. Er besuchte die Schule in Leipzig, wo ein Lehrer sein außergewöhnliches Talent beim Zeichnen und Modellieren erkannte und gegen den anfänglichen Willen der seiner Eltern darauf bestand, dass Weinert in die Akademie der Schönen Künste eintrat.
In der Akademie lebte er vom Fertigen von Porträts seiner Freunde und Verwandten
Nach einem vierjährigen Studienaufenthalt an der Akademie bei Melchior zur Strassen reiste er durch Holland und Belgien und studierte Bildhauerei bei Charles van der Stappen, Professor für Bildhauerei an der École des Beaux-Arts, Brüssel.
1884 wurde er durch den bevorstehenden Tod seines Vaters nach Leipzig zurückgerufen, wo er sich neben seiner Berufung als Bildhauer als Dichter verdingte.
Zu seinem Bekanntenkreis gehörte in dieser Zeit Leopold von Sacher-Masoch.
1886 kehrte er in die Vereinigten Staaten zurück, wo er sich zuerst in San Francisco, Kalifornien, niederließ, das ihm von Theodor Kirchhoff in einem Brief vorgestellt worden war.
In Kalifornien begann Weinert eine neue künstlerische Karriere, sein erstes namhaftes Werk war ein Denkmal für Andrew Jackson Stevens (1833–1888), Master Mechanic and Superintendent of Motive Power in Sacramento. Die Statue wurde am Thanksgiving Day 1889 enthüllt. und befindet sich jetzt im Plaza Park (jetzt „Cesar Chavez Park“).
1892 erhielt er den Auftrag für das Grabmal der anarchistischen Opfer eines Justizmordes im Fall des Haymarket Riot in Chicago, das 1893 enthüllt wurde. Die Gruppe stellt eine Szene aus Ferdinand Freiligraths Gedicht „Die Revolution“ dar:
- Der Held, von dem Tyrannen in seinem Berghaus totgeschlagen
- die Tochter, die in einer Haltung des höchsten Trotzes bei seiner niedergeschlagenen Gestalt steht, ihr rechter Arm, mit geballter Faust, vor ihrer Brust, während sie mit ihrer Linken einen Kranz auf die Braue der niedergestreckten Form gibt.

1891 war er Mitglied einer künstlerischen Arbeitsgemeinschaft, welche den Zuschlag zur Dekoration der Ausstellungshallen für die World’s Columbian Exposition erhielt.
Es folgten zahlreiche Aufträge für Büsten und Porträtstatuen sowie ein Schlachtdenkmal für die Konföderierten auf dem Friedhof von Oakwood, Chicago.
Die Reputation von Weiert wuchs mit jedem neuen Werk.
1894 erhielt er den Auftrag für plastische Dekorationen am neuen Gebäudes der Library of Congress.
Nach Abschluss dieser Arbeit ließ sich Weinert 1896 in New York nieder, wo er seine Kunst fortsetzte, zahlreiche Porträts und Kampfszenen ausführte und ein Denkmal zur Schlacht am Lake George entwarf, das die Abteilung New York der General Society of Colonial Wars in der Nähe des Lake George errichtet ließ.
Er entwarf auch eine Gedenktafel zur Erinnerung an die Amtseinführung als Gouverneur von George Clinton 1777, welche die Colonial Dames of America in Kingston errichten ließen.
Am 27. November 1889 heiratete er Ann Eliza, älteste Tochter des Kapitän Oliver Nielsen (* Norwegen) wohnhaft in Kalifornien. Sie hatten zwei Kinder.